# Matsubara
Matsubara (松原市?) è una città giapponese della prefettura di Ōsaka.